# Ruta 26 (Uruguay)
Die Ruta 26, General Leandro Gómez, ist eine Fernstraße in Uruguay. Sie ist benannt nach dem Bürgerkriegsgeneral und Politiker Leandro Gómez.
Sie verläuft im Norden des Landes von Westen nach Osten hauptsächlich durch die Departamentos Paysandú, Tacuarembó und Cerro Largo. Dabei ist sie eine der wenigen Nationalstraßen, die nicht zumindest in die nähere Umgebung der Hauptstadt Montevideo führen.
Sie beginnt dabei nördlich der Stadt Paysandú als Abzweigung von der weiter Richtung Norden verlaufenden Ruta 3. Für einige wenige Kilometer berührt sie auf ihrem Weg zur nächsten größeren Stadt Tacuarembó auch das Territorium des Departamentos Salto. Sie überquert sie den Río Negro. Diese Querung erfolgte über die mit 962 Metern längste Straßenbrücke Uruguays bei Paso Aguiar. Schließlich führt sie noch durch Melo und Río Branco, bevor sie im Badeort Lago Merín endet.

## Einzelnachweise

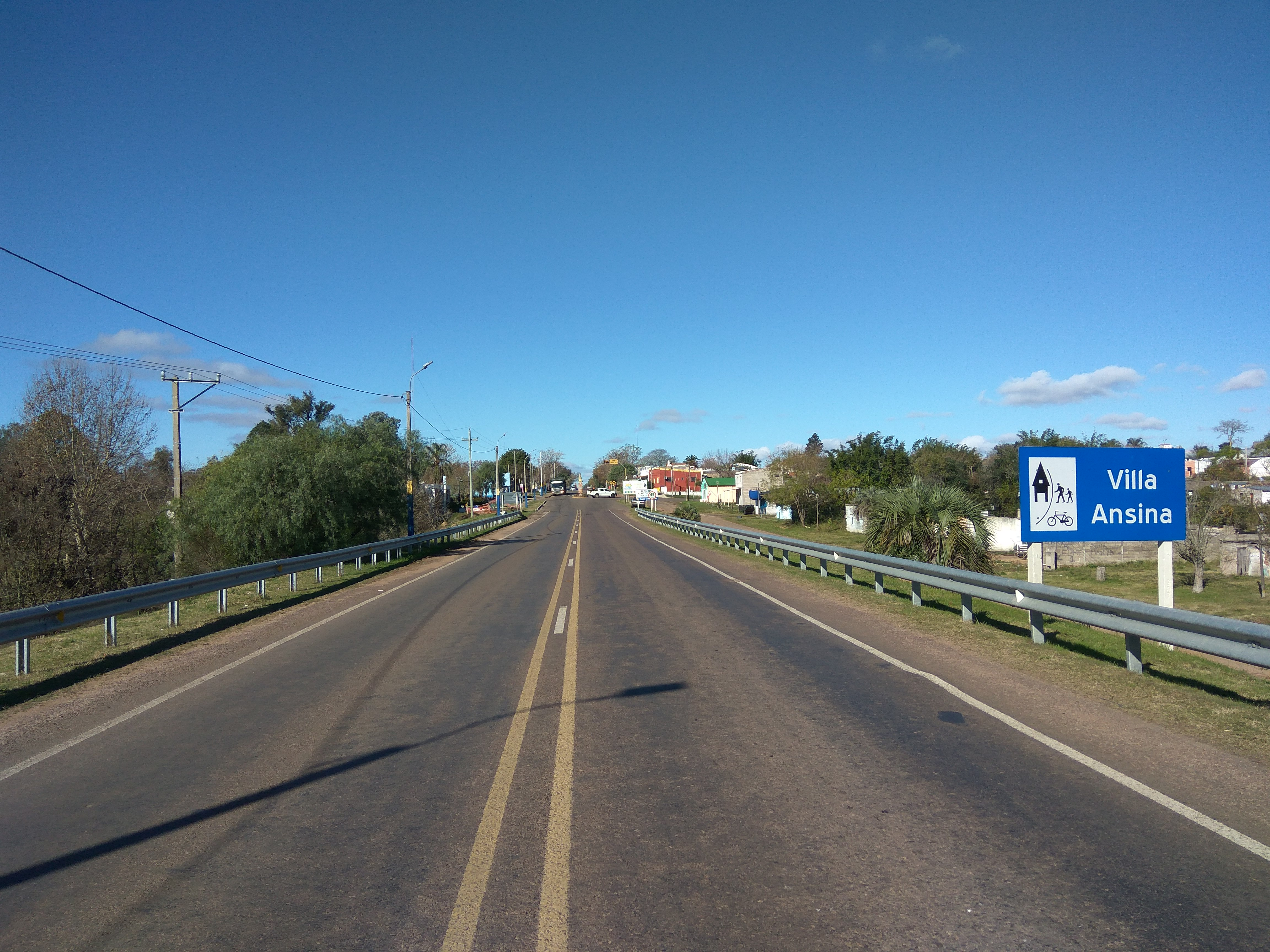
Die Ruta 26 bei Ansina